# Jeanne Mette
Jeanne Primitive Mette, dite Jane Catulle Mendès, née le 16 mars 1867 à dans le 6e arrondissement de Paris et morte le 9 juin 1955 dans le 8e arrondissement de Paris, est une poétesse française.

## Biographie
Jeanne Mette est d’abord mariée à Louis Alexandre Boussac avec qui elle a deux fils, dont Marcel Boussac, puis divorce après neuf ans, en 1895. De son second mariage deux ans plus tard avec Catulle Mendès, elle aura un fils, Jean Primice Catulle-Mendès, né le 10 juillet 1896 dans le 16e arrondissement de Paris. Celui-ci, engagé volontaire en décembre 1914 pour la durée de la guerre au titre du 43e régiment d'artillerie, meurt pour la France le 23 avril 1917 au Chemin des Dames, dans l'Aisne, sous l'uniforme du 103e régiment d'artillerie lourde. Elle prend la décision de retrouver son corps, et écrit La prière sur l'enfant mort. 
Elle fonde le prix Primice Catulle Mendès en 1922, le prix Catulle-Mendès, ainsi que le prix Verhaeren
,.

## Décorations
- Officier de la Légion d'honneur (21 janvier 1936)[7]. Chevalier du 14 janvier 1925[7]
- Chevalier de l'ordre de Léopold

## Œuvres
- Les Charmes, E. Fasquelle, Paris, 1904
- Le livre de Cynthia : sonnets, Mercure de France, 1912[8]
- Le Cœur magnifique, Paris, A. Lemerre, 1909
- Les Petites confidences chez soi, Paris, E. Sansot, 1911

- Les Sept Filleuls de Janou, intermède héroïque en vers, avec Léon Guillot de Saix, Paris, Sarah-Bernhardt, 21 décembre 1915
- Poèmes des temps heureux, Paris, E. Flammarion, 1924
- France, ma bien aimée, Amiens, E. Malfère, 1925
- Ton amour n'est pas à toi, Paris, A. Michel, 1927
- L'Amant et l'Amour (roman), Paris, Baudinière, 1932
- Sampiero Corso : 1498-1567, Paris, Robeur, 1938
- Poésie et patrie : le Chef et les siens, Paris, A. Michel, 1945
- La Bataille de Moscou, poème dramatique en un acte avec chœurs, Paris, Salle Pleyel, 25 février 1945
- La Ville merveilleuse, Rio de Janeiro, poèmes, Paris, E. Sansot, s. d.

## Hommages
Au Salon des artistes français de 1905, le sculpteur Émile Oscar Guillaume (1867-1954), ami de la poétesse, présenta une statuette en bronze et ivoire intitulée Portrait de Mme Jane Catulle-Mendès sous le no 3220,.